# Iarușîci, Strîi
Iarușîci (în ucraineană Ярушичі) este un sat în comuna Pidhirți din raionul Strîi, regiunea Liov, Ucraina.

## Demografie
Componența lingvistică a localității Iarușîci
     Ucraineană (100%)
Conform recensământului din 2001, toată populația localității Iarușîci era vorbitoare de ucraineană (100%).